# سبنسر كومبتون
سبنسر كومبتون (بالإنجليزية: Spencer Compton)‏ يعرف أيضاً بلقب إيرل ويلمنغتون (بالإنجليزية: Earl of Wilmington )‏ سياسي بريطاني (حوالي العام 1673-2 يوليو 1743). تولى رئاسة الوزارة في بريطانيا من 16 فبراير 1742 إلى 2 يوليو 1743. توفي أثناء بقاءه في المنصب.

## بداية حياته
كان كومبتون الابن الثالث لإيرل نورثامبتون الثالث وزوجته ماري نويل، ابنة المعمد نويل الفيكونت الثالث لكامدن. تلقى تعليمه في مدرسة سانت بول وحصل على شهادته الجامعية بعمر 15 عام من كلية الثالوث الأقدس بأكسفورد في 28 فبراير 1690. وفي عام 1687، قبل كومبتون عضوًا في جمعية المعبد الأوسط.

## حياته السياسية

### مجلس العموم الإنجليزي
والت عائلته حزب المحافظين، ولكنه انضم للحزب اليميني بعد شجار مع شقيقه، الإيرل الرابع لنورثهامبتون. ترشح لأول مرة للبرلمان في دائرة إيست جرينستيد لصالح قريبه إيرل دورست في الانتخابات العامة الإنجليزية عام 1695، لكنه لم ينجح. أصبح دون معارضة أحد عضو برلماني إثر الانتخابات الفرعية في دائرة برلمان آي في 3 يونيو 1698. برز في البرلمان كأحد الشخصيات الهامة بين اليمينيين بسرعة، وأسس مع روبرت والبول شراكة استمرت أكثر من أربعين عامًا. فاز دون معارضة في دائرة آي للانتخابات العامة التي حدثت مرتين في 1701 وفي العامين 1702 و1705.

### أمين خزينة المعاشات
في عام 1707، تولى كومبتون منصب أمين خزينة المعاشات، وحافظ عليه طوال السنوات الست التالية. فاز دون معارضة أحد في الانتخابات العامة البريطانية عام 1708، ونشط في البرلمان بعد ذلك على نحو خاص. ظل رئيسًا للجنة الامتيازات والانتخابات، ومحصي لأصوات المقترعين على الجانب اليميني في العديد من الأقسام. أشرف على عدة مشاريع قانونية، وفي 14 ديسمبر 1709، رُشح لينضم إلى لجنة صياغة لوائح الاتهام ضد د. ساشيفيريل. في الانتخابات العامة البريطانية عام 1710، استبعده اللورد كورنواليس –راعيه- كمرشح في دائرة آي البرلمانية بسبب خلاف بينهما، ولكنه لم يجازف بالترشح في أي مكان آخر بسبب مشاركته في قضية ساشيفيريل. مع ذلك، احتفظ بمنصبه كأمين خزينة بعد فوز حكومة حزب المحافظين في انتخابات ذاك العام. يعتقد أن المحافظين وافقوا على بقائه حفاظًا على دعم عائلة كومبتون. في الانتخابات العامة البريطانية عام 1713، أعيد كعضو برلماني في دائرة إيست جرينستيد، وعندما تولى اليمينيون السلطة في عام 1715، أمل أن يتولى منصبًا رفيعًا.

### رئيس مجلس العموم
بدلًا من المنصب السياسي الرفيع الذي طمح له، تولى كومبتون منصب أمين خزينة أمير ويلز (ولاحقًا أمين خزينة جورج الثاني). بعد ذلك بوقت قصير، انتخب بالإجماع رئيسًا لمجلس العموم، وبقي شاغلًا لهذا المنصب من 1715 إلى 1727. في عام 1716، تولى منصب المستشار الخاص، وحافظ على منصبه كرئيس لمجلس العموم على الرغم من انقسام اليمينيين عام 1717، فقد انضم حينها إلى تحالف والبول- تونشيند، ووجد نفسه معارضًا للحكومة القائمة آنذاك. تمكن من الحفاظ على منصبه حتى عام 1720، حين انتهى الانقسام.
اشتهر كومبتون بكونه متحدث طليق، فقد قال ذات مرة لعضو برلماني آخر يشكو من المقاطعة المستمرة لحديثه: «لا سيدي، لك حق الحديث، ولكن للمجلس قرار الاستماع».
حمل تولي والبول منصب رئيس الوزراء في عام 1721 شكوك حول مستقبله بعد وفاة جورج الأول وتولي ابنه بعده؛ بسبب تفضيل الأخير لكومبتون أكثر من والبول، وإعلانه أنه سيعطي كومبتون المنصب عند توليه. لتجنب ذلك، سعى والبول إلى إبقاء كومبتون على هامش الحكومة، على الرغم من تعيينه كأمين خزينة للقوات المسلحة، وهو منصب مربح للغاية، من 1722 حتى 1730. في عام 1725، دخل كومبتون حكومة والبول بصفته أمين الختم الشخصي للحاكم وتقلد منصب فارس الطهارة.
فرصة ضائعة
في عام 1727، تولى جورج الثاني العرش وسعى لإحداث التغيير الذي وعد به. ومع ذلك، لم يُنظر إلى كومبتون كرجل يتمتع بقدرة كبيرة، ووصفه أحد المعاصرين بأنه: «رجل كادح وبطيء يعمل بشكل جيد ولكن دون موهبة». على وجه الخصوص، أثبت أنه غير قادر على التنافس مع مقترحات والبول للحصول على امتيازات الملك. وفي اجتماع بين الثلاثة، صرح كومبتون أنه غير قادر على موافاة متطلبات الحكومة، ولكنه كره لوالبول بقي بسبب الإذلال الذي حصل له. بهذه الطريقة، ضيع آخر فرصة جدية للحصول على منصب سياسي مسيطر، وانخفض نفوذه بشكل حاد نتيجةً لذلك. مع ذلك، ظل على علاقة وثيقة جدًا بجورج، ولكنه لم يستطيع تعيينه؛ فقد انتهى العصر الذي يستطيع الملوك اختيار وزرائهم شخصيًا بصرف النظر عن رأي البرلمان.

### بيت اللوردات واليمنيين الوطنيين
لإزاحته من مجلس العموم، رفع والبول كومبتون إلى رتبة النبلاء ليصبح بارون ويلمنغتون في مقاطعة ساسكس في 8 يناير 1728. وفي 14 مايو 1730، أصبح فيكونت بيفينسي في مقاطعة ساسكس وإيرل ويلمنغتون، ثم عين رئيسًا للمجلس في ديسمبر ذلك العام. بمرور الوقت، ازداد ارتباطه باليمينيين الوطنيين، الأكثر انتقادًا لوالبول، ولكنه في البرلمان التزم عمومًا بالمحاباة الرسمية للوزارة. في عام 1730، حاول تشكيل تحالف بين حزب الوطنيين اليمينيين ومحافظي هانوفر لإسقاط والبول، ولكنه فشل وحافظ الأخير على منصبه. ومع ذلك، خلال أزمة ضرائب عام 1733، لم يقدم على تنفيذ تهديده بالاستقالة، بعد وعده بلقب فارس الرباط، وهو لقب استحقه. أدى ما سبق إلى زيادة ضعف أتباعه. شغل كومبتون منصب رئيس المجلس حتى عام 1742.
شارك في إنشاء مستشفى اللقطاء في عام 1739، وهو دار أيتام للأطفال المهجورين. أصبحت هذه المؤسسة أكثر الطرق شعبية لإثبات مؤهلات الفرد الخيرية في العاصمة. أدارها آنذاك أعضاء مجلس إدارة متميزون جدًا (منهم لورد ويلمنغتون).

### رئيس وزراء
في يناير 1742، خلف والبول في منصب اللورد الأول لخزينة المملكة ورئيس وزراء حكومة كارتريت. وصف ويلمنغتون بكونه رئيس مستبد، وذاع له صيت سيء بين وزرائه، لاتخاذه بعض الإجراءات دون التوصل إلى إجماع. أدى طبعه في العمل لعواقب وخيمة، وتدهورت صحته تدريجيًا. ظل في منصبه حتى وفاته، ليصبح المنصب من نصيب هنري بلهام -أمين خزينة القوات المسلحة.         

## الحياة الخاصة

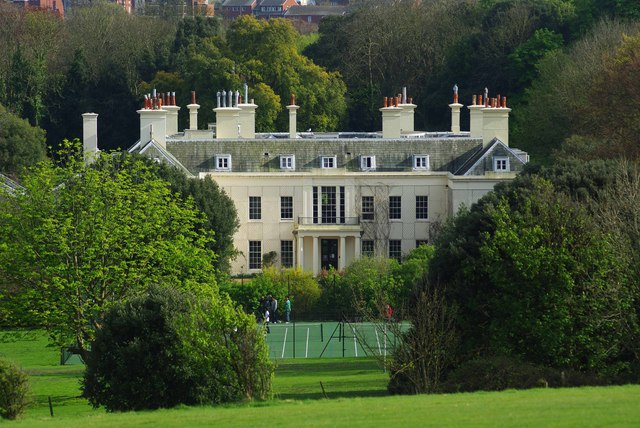
كومبتون بليس

في عام 1724، اشترى كومبتون عقار في إيستبورن في ساسكس، وأطلق عليه اسم كومبتون بليس (أي منزل كومبتون). عين المهندس المعماري كولن كامبل (وأكمل بعد وفاة كامبل المهندس ويليام كينت) لإعادة بناء المنزل الذي اكتمل بناؤه في عام 1731.
لم يتزوج قط وتوفي دون إنجاب أية أبناء، ولهذا انقرضت كل ألقابه بوفاته. بيعت أكثر من 1110 قطعة من مكتبته الكبيرة القيمة بالمزاد العلني الذي أقامه كريستوفر كوك على مدار 10 أمسيات، من 27 فبراير إلى 7 مارس 1733.
دفن في مقر عائلة كومبتون وينياتس في وركشير. انتقلت ملكية كومبتون بليس إلى ابن أخيه جيمس كومبتون، إيرل نورثهامبتون الخامس.
إرثه
سميت تيمنًا به مدينتا ويلمنغتون في ولايتي ديلاوير وكارولينا الشمالية وبلدتا ويلمنغتون في ماساتشوستس وفيرمونت وحي ويلمنغتون في لوس أنجلوس. يحمل اسمه أيضًا مشروع كومبتون تاورز السكني في مدينة ويلمنغتون بولاية ديلاوير.
يعتبر كومبتون أول رئيس وزراء بريطاني يتوفى في منصبه. لأخويه الاثنين أحفاد في الولايات المتحدة وبريطانيا العظمى.